# 黄庄 (太平村)
黄庄是中国广东省广州市从化区的一个自然村。在太平镇东面约500米，属太平村管辖。因姓黄得名。清朝建村。1998年时，全村人口117人。